# Calliopum elisae
Calliopum elisae is een vliegensoort uit de familie van de Lauxaniidae. De wetenschappelijke naam van de soort is voor het eerst geldig gepubliceerd in 1826 door Meigen.